# Групове мислення
Ефект групового мислення — груповий ефект, специфічний спосіб мислення, за якого в згуртованій групі домінує пошук згоди, що підпорядковує собі реалістичну оцінку можливих альтернативних дій. Відкритий Ірвіном Дженісом.

## Психологічна характеристика
Це специфічний спосіб мислення, за якого в згуртованій групі домінує пошук згоди, що підпорядковує собі реалістичну оцінку можливих альтернативних дій. Відкриття цього феномена, як і запровадження терміна «групомислення» (groupthink), належить Ірвінові Дженісу. Описаний ефект виникає тоді, коли критерієм істинності слугує узгоджена позиція групи, яка протиставляється думці окремої людини. Коли ж члени групи зустрічаються з загрозою розбіжностей позицій, думок, суперечок та конфліктів, вони намагаються зменшити груповий когнітивний дисонанс і усунути негативні почуття, які при цьому виникають, та одночасно знайти рішення, хоча це може бути недостатньо продуманим і розумним з погляду кожного окремого члена групи. Якщо група втягується в такі стратегії прийняття рішень, пошуки консенсусу стають настільки важливими, що члени групи відмовляються добровільно від будь-яких сумнівів і можливостей подивитись на завдання новим оригінальним поглядом. Окремі члени групи можуть перетворюватись також на так званих групових наглядачів, які зайняті тим, що фіксують і жорстоко карають будь-яке інакомислення.